# Fullmetal Alchemist
Fullmetal Alchemist, poznat u Japanu kao Hagane no Renkinđucuši, 鋼の錬金術師, doslovno "Čelični alkemičar", je japanska manga serija koju je napisala i ilustrirala Hiromu Arakawa. Svijet Fullmetal Alchemista stilski  odgovara Europskoj industrijskoj revoluciji. Radnjom smješten u izmišljeni svijet u kojem je alkemija jedno od najnaprednijih znanstvenih dostignuća poznatih čovjeku. Priča prati dvojicu braće Edwarda Elrica i Alphonsa Elrica, koji žele obnoviti svoja tijela nakon strahovito opasnog i propalog pokušaja da vrate majku u život uz pomoć alkemije. 
Manga je počela izlaziti u poznatom Square Enixovom Monthly Shōnen Gangan časopisu 2001., a dovršena je 2010. godine i ukupno sadrži 27 svezaka. Nakon toga je uslijedila adaptacija u obliku Anime serije od 51 epizode i na njoj je radio studio Bones od 4. listopada 2003. do 2. listopada 2004., nakon čega je uslijedio film Fullmetal Alchemist the Movie: Conqueror of Shamballa koji je dovršio priču iz serije. S obzirom na to da je u to vrijeme manga još izlazila, priča u animeu je izmijenjena. U travnju 2009. pokrenuta je i druga serija pod nazivom Fullmetal Alchemist: Brotherhood u trajanju od ukupno 64 epizode i u potpunosti je pratila događaje iz mange sa završnom epizodom emitiranom u srpnju 2010. godine. Također je izdan i velik broj novela, originalnih videoanimacija (OVA), drama CD-a, zvučnih zapisa (soundtrackova) i videoigara na krilima velikog uspjeha serije. Između ostalog izašle su i kartaške igre, dodatne knjige, te velik broj akcijskih figura i drugih marketinških proizvoda temeljenih na likovima iz serije. 
Manga licencu posjeduje Viz Media za američko tržište, sa 17 svezaka trenutno na tržištu. Iako ne postoje neke velike razlike u odnosu na japansku verziju, neke stranice su editirane kako bi se izbjegle reference na kršćanstvo. Funimation Entertainment je sinkronizirao anime epizode za SAD u Kanadu, a izdao ih je i na svim engleskim DVD regijama. Engleska verzija filma imala je premijeru u ograničenom broju američkih (SAD) kina 25. kolovoza 2006., nakon čega je izašla i DVD verzija. Funimation i Destineer su također radili i igre za ovaj anime.
Franšiza uživa veliku popularnost u SAD-a i u Japanu. Tako je manga od ožujka 2008. prodana u broju od 30 milijuna svezaka samo u Japanu. Englesko izdanje prvog poglavlja mange bilo je na vrhu prodaje grafičkih novela kroz cijelu 2005. godinu. U dvije opsežne web ankete TV Asahi-a, Fullmetal Alchemist je izglasan za #1 najpopularniji anime svih vremena u Japanu. Bio je nominiran u 6 od 8 kategorija American Anime Awards-a u veljači 2007., osvojivši pet. Recenzenti različitih područja medija zapazili su veliku kompleksnost karaktera likova i originalni dizajn. 

## Likovi
Fullmetal Alchemist anime i manga broje popriličnu postavu likova, a kreirala ih je Hiromu Arakawa. Inspiraciju je crpila iz događaja u djetinjstvu kao recimo posao koji su radili njeni roditelji ili mange koje je rado čitala. Likovi iz serije su se često pojavljivali i u brojne marketinške svrhe. U većini kritika i recenzija pohvaljen je razvoj likova ali i odličan Arakawin artwork.  

### Kreacija i koncepcija
Autorica Hiromu Arakawa u priču je ugradila elemente brojnih društvenih problema o kojima je pričala s ljudima koji su bili njima zahvaćeni, kao npr. izbjeglice, ratni veterani i bivše yakuze ili jednostavno praćenjem vijesti koje su adresirale te probleme. Brojni elementi priče FMA zahvaćeni su tim temama, kao npr. starica Pinako Rockbell koja se skrbila za braću Elric nakon smrti njihove majke ili to što su braća pomagala ljudima diljem zemlje i zajedno shvatila značenje obitelji. Brojni likovi iz prve serije razlikuju se od onih u mangi, a ponajviše homunculi uglavnom jer je Arakawa željela da prva serija ima drugačiji završetak od mange i time izbjegla ponavljanje u drugoj seriji. Arakawa je rekla kako ju je privlačila ideja o korištenju alkemije u mangi nakon što je čitala o Kamenu mudraca. Toliko joj se svidio da je počela čitati knjige o alkemiji koji su joj kako je rekla bile jako komplicirane jer je pronalazila brojne kontradikcije. Redatelj prve anime serije, Seiji Mizushima je spomenuo kako ima određenu averziju prema načinu na koji se likovi razvijaju. Objasnio je da dok likovi mogu evoluirati tokom priče oni također mogu i deevoluirati kao npr. Edward koji ima konstantne unutarnje dvojbe i borbe kako odrasti. Kako bi simbolizirali te neke unutarnje promjene prvi anime tim je koristio vidljive fizičke fenomene kao npr. rđanje njihovih tijela.
Arakawa je navela kako su manga autori Suiho Tagawa i Hiroyuki Eto bili njena najveća inspiracija pri kreiranju dizajna likova i da je njen artwork upravo spoj ova dva autora. Pri crtanju likova najlakši su joj bili Alex Louis Armstrong i malene životinje, a s obzirom na to da obožava pse dodala ih je nekoliko u priču. Također je dodala razne mišiće na većinu likova jer se bojala da bi u suprotnom mogli izgledati premršavo i nezdravo. Unatoč tome što su brojni fanovi pitali za datume rođenja likova, Arakawa je rekla da se toga jednostavno nije sjetila kada je radila na priči.      
U dvije animirane adaptacije Fullmetal Alchemist mange likovi su dobili glas slavnih glumaca Romija Parka i Riea Kugimiyae (Edward i Alphonse). U drugoj seriji mnogi likovi su dobili nove glasove dok su braca Elric ostala i dalje s istim. S druge strane većina engleskih glasova iz prve serije našla se i u drugoj Brotherhoodu s rijetkim iznimkama kao npr. Aaron Dismuke (Alphonse), Dameon Clarke (Scar) koji su zamijenjeni Maxey Whiteheadom i J. Michael Tatumom.

## Radnja
Edward Elric (エドワード・エルリック Edowādo Erurikku) i Alphonse Elric (アルフォンス・エルリック Arufonsu Erurikku) su dva brata, alkemičara, u potrazi za legendarnim kamenom mudraca, moćnim predmetom koji bi im omogućio da obnove i povrate svoja tijela (izgubljena u pokušaju da ožive majku procesom alkemije - ljudskom transmutacijom). Rođeni u selu Resembool u zemlji zvanoj Amestris (アメストリス, Amesutorisu}, dvojica braće su ondje živjela s roditeljima. Njihov otac, Hohenheim, napustio ih je iz nepoznatog razloga te godinama kasnije umire njihova majka, Trisha Elric, od neizlječive bolesti, što je braću ostavilo samu i kao siročad. Nakon majčine smrti, Edward, kao stariji brat, bio je ustrajan da vrati majku procesom alkemije, napredne znanosti kojom se objekti mogu stvoriti od sirovih materijala. Istražili su ljudsku transmutaciju, zabranjenu vještinu kojom netko može pokušati stvoriti ili modificirati ljudsko biće. Najvažniji zakon alkemije govori kako "ljudska rasa ništa ne može dobiti bez da prije toga nešto da zauzvrat. Kako bi se nešto dobilo, nešto jednake vrijednosti treba biti izgubljeno.". Usprkos tome što su dali dovoljno elementarnih tvari koje čine ljudsko tijelo, zbog nedostatka duše njihov pokušaj je propao, što je u konačnici dovelo do Edwardowog gubitka lijeve noge te Alphonsova čitavog tijela. U očajničkom pokušaju da spasi brata, Edward je žrtvovao svoju desnu ruku kako bi povezao bratovu dušu za veliki metalni oklop. Nekoliko dan kasnije, alkemičar Roy Mustang posjetio je braću Elric i predložio Edwardu da postane član Državne vojske kako bi pronašao način da vrate tijela. Nakon toga, Edwardova lijeva noga i desna ruka su nadomještene s dva seta autooklopa (automail), tipom napredne proteze, koji je za njega napravila bliska obiteljska prijateljica, Winry Rockbel i njezina baka Pinako.
Edward tako, iako nerado, odluči postati Državni alkemičar, zaposliti se za Državnu vojsku Amestrisa, koja je nemilosrdno i krvavo pokorila mnoge susjedne zemlje i pobila većinu populacije Ishbale u posljednjih nekoliko desetljeća. Edwardu bi ta titula omogućila korištenje brojnih resursa Državnih alkemičara, ali bi ga i pretvorila u poslušnika/plaćenika ("dog of the military"). Njegov prijateljski odnos s Royom Mustangom, kojem predaje izvještaje i koji ga je regrutirao, dozvoljava braći da slobodno tragaju za kamenom mudraca, u sklopu Edwardovog posla, jer se od svakog Alkemičara očekuju nezavisna istraživanja i otkrića novih stvari koje bi bile od koristi za Državnu vojsku Amestrisa. Braća tako krenu u pustolovinu pronalaženja kamena mudraca kako bi vratili izgubljeno. Kroz svoja putovanja stječu važne životne lekcije, produbljuju svoj odnos i susreću brojne nezaboravne antagoniste, uključujući i one koji bi dali sve da se dokopaju kamena mudraca. Scar (Ožiljak) je jedan od nekolicine preživjelih u pokolju naroda Ishbale koji traži osvetu prema Državnim alkemičarima zbog njihove agresije. S druge strane su Homunkuli, grupa kreatura nalik ljudima koji nose komadiće kamena mudraca u sebi, i iz njega crpe snagu koja ih čini gotovo neuništivima.  
Kako priča napreduje, Edward i Alphonse otkrivaju da je velika ekspanzija Amestrisa rezultat Homunkula, koji su stvorili i kontrolirali Državnu Vojsku. Homunkule i većinu visoko rangiranih poručnika kontrolirano je iza zavjese tvorac Homunkula, homunkul znan pod imenom Father (Otac), koji je stekao besmrtnost koristeći kopiju Hohenheima kao svoje novo tijelo, stoljećima prije vremena odvijanja serije. On planira iskoristiti Amestris kao gigantski transmutacijski krug i pretvoriti cijelu zemlju u kamen mudraca. Kada Edward i Alphonse otkriju Očeve planove, odluče ga poraziti zajedno s ostalim članovima Državne vojske.

## Utjecaj i kritike
U ožujku 2007., manga je prodana u preko 27 milijuna svezaka u Japanu, dok se taj broj u idućih godinu dana povećao na preko 30 milijuna. S 27. sveskom broj je porastao preko 50 milijuna, a od siječnja 2010. svaki svezak je prodan preko milijun puta u Japanu. Manga je 2004. godine osvojila 49. Shogakukan Manga Award u kategoriji shonen. Producent Kouji Taguchi iz Square Enixa je rekao kako je prvi svezak inicijalno prodan u oko 150 tisuća primjeraka što se povećalo na 1,5 milijuna početkom emitiranja prve anime serije. Netom prije premijere druge anime serije u travnju 2009. svaki je svezak prodan u 1,9 milijuna kopija sto je ubrzo poraslo na 2,1 milijun. Manga je također među best sellerima Viz Medie, a pojavila se i u "BookScan's Top 20 Graphic Novels" i "USA Today Booklist" kao i na popisu best sellera u The New York Timesu.   
Fullmetal Alchemist je uglavnom naišao na dobar prijem kod kritike. Iako su prvi svesci bili pomalo formulaični kritičari su naglasili kako kompleksnost priče raste s vremenom. Arakawa je pohvaljena jer je uspjela kreirati originalne i lako prepoznatljive likove unatoč tome što mnogi od njih nose slične uniforme. Karakterizacija glavnog protagonista Edwarda balansirana je između one "tipičnog pametnog dječaka" i "tvrdoglavog dječaka", uspješno dopuštajući spajanje komičnih elemenata priče i onih dramski ozbiljnih. Kritičari su jako hvalili razvoj likova u mangi i njihove transformaciju u stavovima i uvjerenjima, a kako priča s vremenom napreduje i vrlo uvjerljivo predočeno sazrijevanje. Jarred Pine iz Mani Entertainmenta tvrdio je kako u mangi može uživati svatko tko je gledao prvu anime seriju, bez obzira na neke razlike. Kao i mnogi drugi kritičari hvalio je mračnu atmosferu mange i balans humora i akcije. Pine je pohvalio i razvoj likova koji se nisu pojavili u prvoj anime seriji. 
U kritici 14. sveska, Sakura Eries također s Mani Entertainmenta pohvalila je rasplete iako je do kraja mange ostalo još mnogo svezaka. Također je kao pozitivno izdvojila razvoj homunculi likova i povratak Greeda (Pohlepa) kao i njihove borbe.
Anime premijera u Japanu zabilježila je 6,8% TV gledanosti. U 2005. jap. TV mreža TV Asahi provela je opsežnu "Top 100" anketu pri čemu je "Fullmetal Alchemist" anime adaptacija dospjela na 1. mjesto online ankete i 20. mjesto one provedene diljem nacije. U 2006. godini TV Asahi je proveo još jednu online anketu pri čemu je serija ponovno zasjela na 1. mjestu.   
Fullmetal Alchemist je također pobijedio u nekoliko kategorija American Anime Awardsa kao sto su "Long Series" (dugometražna serija), "Best Cast" (najbolji likovi), "Best DVD Package Design" (najbolji dizajn DVD paketa), "Best Anime Theme Song" (najbolja anime pjesma) za ("Rewrite," benda Asian Kung-Fu Generation), i "Best Actor" (najbolji glumac/glas) (Vic Mignogna, američka verzija Edwarda Elrica). Također je nominiran u kategoriji "Best Anime Feature" za film Fullmetal Alchemist the Movie: Conqueror of Shamballa. Serija je također pobijedila u većini anketa 
povodom 26. Animagea.   
S vremenom je ova franšiza postala jednim od najvećih Square Enix brandova, odmah uz Final Fantasy i Dragon Quest. Prema uglednom gameing portalu IGN stavljena je na 95. mjesto najboljih animiranih serijala. IGN je također komentirao da je priča vrlo uzbudljiva s nevjerojatnim akcijskim scenama i da se ozbiljno bavi pitanjima ljudskog stanja. Opisali su je kao "više od običnog animea", i "snažna tjedna drama". Osoblje IGN ga je navelo i među "10 animiranih adaptacija koje bismo rado vidjeli" s komentarima fokusiranim oko karakterizacije kojom se serija bavi. Pohvaljen je i nadasve upečatljiv dizajn likova. 
Kritizirani su flashbackovi kao pomalo iritantni jer se pojavljuju više puta. 
Drugi kritičari su usporedili seriju s Odisejom jer je dijelom tragična, a dijelom priča o odrastanju. Pohvaljene su i radnja i glazba kao vrlo zabavne. Anime je pohvaljen i zbog uravnoteženih elemenata akcije, komedije i dubokih trenutaka kao i zbog emocionalne veze dvaju protagonista, braće Elric. Kritike su katkad upućivane prema prvoj anime adaptaciji zbog insistiranja na malo prenaglašenim emotivnim scenama kako bi se kod publike stvarao određeni emocionalni efekt. Završetak prve serije je naišao na dijelom negativne kritike jer se Edwardova uvjerenja nisu uopće promijenila s obzirom na to da je ponovno pokušao oživjeti nekoga. Kritičari su hvalili soundtrack kao i širok raspon glazbenih stilova i umjetnika ali i ugodnu, prikladnu pozadinsku glazbu.  DVDvisionjapan smatra da su prva tema otvaranja i zatvaranja najbolje i predstavljaju odličan spoj animacije i glazbe. 
Fullmetal Alchemist: Brotherhood, druga serija, ovaj puta u potpunosti vjerna mangi i kreativnoj viziji Hiromu Arakawe u početku je naišla na brojne kritike jer prvih 14 epizoda nije bile zabavno zbog ponavljanja događaja koji su već prikazani u prvoj seriji. U usporedbi s prvom serijom, Brotherhood je kritiziran zbog nedostatka napetosti i energičnosti. Chris Beveridge iz Mania Entertainmenta zabilježio je da ono što drugu seriju čini zabavnom su upravo razlike između akcija likova te emocijama nabijeni trenuci koji su uslijedili nakon 15 epizode. U jednoj drugoj kritici, Beveridge je pohvalio fenomenalno animirane scene akcije kao i više drame što je epizode u konačnici činilo solidnim. U travnju 2010. Animage je proglasio Brotherhood 6. najboljom anime serijom između travnja 2009. i travnja 2010.
Prva Fullmetal Alchemist knjiga (232 str.), The Land of the Sand (Zemlja pijeska), dobro je prihvaćena i kako navodi Jarred Pine ostala vjerna karakterizaciji mange. Ustvrdio je da izostanak pozadinske priče knjiga više cilja na fanove, a manje na novu publiku ali u svakom slučaju predstavlja impresivan debi iz linije Viz Fictiona. Ain't it Cool News također je potvrdio kako je knjiga ostala vjerna korijenima i iako nije donijela nešto novo dovoljno je zanimljiva za fanove. Kao cjelina, kritičar je osjetio kako se radi o "djelu za mlađe čitače s vrlo jasnim stavovima o mračnim stranama politike, ekonomije i ljudske prirode". Charles Solomon iz Los Angeles Timesa zabilježio je kako knjiga ima nešto drugačiji fokus od serije "stvaranjem jače, emotivnije povezanosti" između dvojice mlade braće nego se može vidjeti u prvim epizodama serije.  

## Vanjske poveznice
- Fullmetal Alchemist na Internet Movie Databaseu